# Коньский повет
Коньский повет (пол. Powiat konecki) — повет (район) в Польше, входит как административная единица в Свентокшиское воеводство. Центр повета — город Коньске. Занимает площадь 1139,90 км². Население — 82 620 человек (на 30 июня 2015 года).

## Административное деление
- города: Коньске, Стомпоркув
- городско-сельские гмины: Гмина Коньске, Гмина Стомпоркув
- сельские гмины: Гмина Фалкув, Гмина Говарчув, Гмина Радошице, Гмина Руда-Маленецка, Гмина Слупя, Гмина Смыкув

## Демография
Население повета дано на 30 июня 2015 года.
| Перепись            | Всего  | Мужчины | Женщины |
| ------------------- | ------ | ------- | ------- |
|                     | чел.   | чел.    | чел.    |
| Всего               | 82 620 | 40 710  | 41 910  |
| Городское население | 25 862 | 12 391  | 13 471  |
| Сельское население  | 56 758 | 28 319  | 28 439  |